# ナミニクバエ
ナミニクバエ（並肉蝿、学名: Sarcophaga (Pandelleisca) similis）はハエ目・ニクバエ科に分類される昆虫の1種。アジアからヨーロッパまでユーラシア大陸北部に広く分布し、日本でも、奄美以南の南西諸島を除く北海道から九州までの間でもっとも普通にみられるニクバエの一種である。学名はSarcophaga 属を細分する立場に立った場合にはParasarcophaga similis が用いられる。

## 原記載
原記載論文
- Meade, R. H. (1876), “Monograph upon the British species of Sarcophaga, or flesh-fly”, Entomologist's Monthly Magazine. 12:  pp. 216-220, 260-268 (261).

原記載文
模式産地：イングランド

## 分布
ユーラシア大陸の温帯から亜寒帯にかけて東西に広く分布している。
旧北区―アルバニア, アイルランド, アゼルバイジャン, イギリス, イタリア, イラン, ウクライナ, エストニア, オーストリア, グルジア, スイス, スウェーデン, スロヴァキア, 大韓民国, チェコ, 中国（内モンゴル自治区, 河南省, 河北省, 甘粛省, 吉林省, 江蘇省, 黒竜江省, 湖北省, 山西省, 山東省, 四川省, 上海, 陝西省, 寧夏回族自治区, 遼寧省）, デンマーク, ドイツ, 日本（北海道, 本州, 四国,九州）, ノルウェー, ハンガリー, フィンランド, フランス, ブルガリア, ベラルーシ, ポーランド, モルドバ, ユーゴスラビア, ラトビア, ルーマニア, ロシア（中央ヨーロッパ, 東シベリア, 極東ロシア, 南ヨーロッパ, 西シベリア）
東洋区―中国（雲南省, 海南省, 広東省, 貴州省, 広西チワン族自治区, 江西省, 湖南省, 浙江省, 福建省）

## 形態
成虫の体長は8.0 - 15.0 mm。多くのニクバエと同様に体表は灰白色の微粉に覆われ、胸背にははっきりとした黒い縦縞が3本あり、腹背は黒と灰白色の市松模様となっている。触角第3節は黒色で、頬は白色毛を交えず、黒色毛だけで被われる。胸部の横溝後背中剛毛は5対あり、そのうち後ろの2対が長くなる。雄は後脚脛節が上内側剛毛より少し下にはじまる長毛群を有し、がっしりとして見える。
生殖節の背板は黒色で、うすく灰色の微粉で装われる。陰茎の形態はカワユニクバエやペキンニクバエに似るが、前者とは先端板の歯状突起を欠く点が、後者とは腹突起が長い点が異なる（図を参照）。雌生殖器は第6背板が背面中央部で二分して広く離れることで、他のニクバエと容易に区別できる。
幼虫は、終齢3齢幼虫が十分成長すると体長17 mmに達する。左右の後方気門は接近し、大きくD型となる。前方気門の開口部は24から30に達し、2列に配列している。体節の表面は着色しない突起が散在する。口器は、咽頭骨格の背角が腹角より明らかに長く、広く長い窓が開いている。また背角の上面は側面のように濃く着色せず、わずかに着色する。口鉤はがっしりとしている。

## 生息場所
都市公園、樹木を植栽してある人家の庭、ゴミ箱近辺など、人家の周囲に多く、人家進入性を有する。

## 生活史
成虫は早春から晩秋までと他のニクバエに比べて比較的早くから活動する。日本の北海道では6月から9月、関東では3月から11月、九州では2月から12月までの活動が記録されている。
幼虫の発育場所は主に動物の死体であるが、ヒトやブタの糞からも発生することが知られている。日本の汲み取り便所から発生するニクバエは南方系のセンチニクバエが主体であるが、ナミニクバエの発生も見られる。しばしば人畜の偶発性蠅蛆症を引き起こす。フィンランドではヤガ科のシロスジヨトウLacanobia oleracea (L.)の幼虫や、イワツバメの死んだ雛に寄生していた事例が報告されている(Tiensuu 1939)。
雌は羽化後、動物の死体や糞などから摂食しながら生殖巣が成熟して、20 ℃で20日、30 ℃で8日程経過すると、動物の死体などに産仔を開始する。生涯の産仔数回数は2 - 3回程度であるが、30 ℃で飼育して6回産仔した記録がある。1回の産仔数は40程度で、生涯の総産仔数は20 ℃で飼育して平均96.7、30 ℃で飼育して平均139.4となる。成虫の寿命は20 ℃では45日程度だが、30 ℃では20日程度と短くなる。
幼虫は20 ℃で1週間、30 ℃で5日程度経過すると3齢幼虫で成熟し、蛹となる。蛹の期間は16日（20 ℃）から9日（30 ℃）程度だが、短日条件では休眠に入り、越冬する。幼虫の発育零点は3.0 ℃、蛹の発育零点は雄で8.9 ℃、雌で8.8 ℃となる。